# Donji Srđevići
Pour les articles homonymes, voir Srđevići.
Donji Srđevići (en serbe cyrillique : Доњи Срђевићи) est un village de Bosnie-Herzégovine. Il est situé dans la municipalité de Srbac et dans la république serbe de Bosnie. Selon les premiers résultats du recensement bosnien de 2013, il compte 306 habitants.

## Démographie

### Évolution historique de la population dans la localité
| 1948 | 1953 | 1961 | 1971 | 1981 | 1991 | 2013 |
| ---- | ---- | ---- | ---- | ---- | ---- | ---- |
| 430  | 499  | 494  | 414  | 485  | 393, | 306  |

|  |